# Epipactis ioessa
Epipactis ioessa là một loài thực vật có hoa trong họ Lan. Loài này được Bongiorni, De Vivo, Fori & Romolini mô tả khoa học đầu tiên năm 2007.